# Dolichopus iowaensis
Dolichopus iowaensis is een vliegensoort uit de familie van de slankpootvliegen (Dolichopodidae). De wetenschappelijke naam van de soort is voor het eerst geldig gepubliceerd in 1939 door Harmston and Knowlton.